# شارلوت آیانا
شارلوت آیانا (انگلیسی: Charlotte Ayanna؛ زادهٔ ۲۵ سپتامبر ۱۹۷۶) هنرپیشه و ملکه زیبایی پورتوریکویی-آمریکایی است. او به نمایندگی از ورمانت برنده ملکه زیبایی نوجوان ایالات متحده آمریکا ۱۹۹۳ شد.

## گزیدهٔ آثار

### سینما
- خشم ۲ (۱۹۹۹)
- رقص در بلو ایگوانا (۲۰۰۰)
- زمان دزدی (۲۰۰۱)
- کیت و لئوپولد (۲۰۰۱)
- روز تعلیم (۲۰۰۱)
- جنگ تروآ (۱۹۹۷)

### تلویزیون
- دارودسته (۲۰۰۴)